# カルチナートの戦い
カルチナートの戦い（イタリア語: Battaglia di Calcinato）は、スペイン継承戦争における戦闘の一つで、1706年4月19日に現在のイタリア・ロンバルディア州ブレシア県の都市カルチナートでオーストリアとフランス軍が衝突した。
1706年1月4日にニースがフランスの将軍・ベリック公ジェームズ・フィッツジェームズに落とされ、サヴォイア公ヴィットーリオ・アメデーオ2世とグイード・フォン・シュターレンベルクはピエモンテで身動きが取れなかった。イタリアのフランス軍を率いるヴァンドーム公ルイ・ジョゼフ・ド・ブルボンは戦局を有利にするため、ピエモンテとロンバルディアの繋がりを断つべく進軍、オーストリア軍は司令官のプリンツ・オイゲンが不在でデンマーク人のクリスチャン・デトレフ・レーヴェントローが代わりに留守を守っていた。
4月19日、ヴァンドームはオーストリア軍のキャンプに奇襲を仕掛け、オーストリア軍に大損害を与えてロンバルディアから追い立てた。オーストリア軍はチロル付近に逃亡、翌日に到着したオイゲンは6月まで軍の再編成に務めた。
ロンバルディアはフランス軍に平定され、サヴォイアの首都トリノも別のフランス軍に包囲され、事態はフランス有利に動いた。しかし、5月にラミイの戦いでスペイン領ネーデルラントに進軍していたフランス軍がイングランド・オランダ同盟軍に大敗したため、ヴァンドームがネーデルラントへ送られるとオイゲンはトリノへ向かい、奪還に動き出し進軍を開始した（トリノの戦い）。